# 于开泉
于开泉（1909年—？），安徽寿县人，中华人民共和国政治人物。
1938年毕业于日本京都大学水电动力工程专业，后担任丰满水电工程局总工程师。1954年，当选第一届全国人民代表大会代表。1954年9月，他出席第一届全国人大第一次会议讨论宪法草案，期间并发言。